# Nachal Tut
Nachal Tut (hebr. ‏נחל תות‎) – rzeka płynąca w północnej części Izraela, mająca swoje źródła w pobliżu moszawu Eljakim na Wyżynie Manassesa i ujście do rzeki Nachal Dalijja na południe od moszawu Bat Szelomo. Rzeka ma długość około 7 km. Nazwa rzeki pochodzi od nazwy drzewa morwy.

## Przebieg
Tut jest niewielką rzeką Izraela. Ma swoje źródło na południowy wschód od moszawu Eljakim na Wyżynie Manassesa. Kieruje się stąd głębokim Wadi Milk w kierunku południowo-zachodnim. Zasilają go wody strumieni Boded i Elkana. Obszar ten jest chroniony przez Rezerwat przyrody Nachal Tut. Rzeka przepływa przy elektrowni Chaggit. Przez prawie całą jej długość, wzdłuż jej brzegów przebiega droga ekspresowa nr 70. Ma swoje ujście ma do rzeki Nachal Dalijja poniżej moszawu Bat Szelomo. Rzeka ma długość około 7 km.
Rzeka przebiega środkową częścią Wadi Milk, która rozdziela Wyżynę Manassesa od położonego na północy masywu Góry Karmel. Wadi wyznacza drogę z równiny przybrzeżnej Izraela do Doliny Jezreel, analogicznie do położonej bardziej na południowym wschodzie Wadi Ara.